# Esmeraldo Barreto de Farias
Esmeraldo Barreto de Farias (ur. 4 lipca 1949 w Santo Antônio de Jesus) – brazylijski duchowny katolicki, biskup diecezjalny Araçuaí w latach 2021-2024. 

## Życiorys
9 stycznia 1977 otrzymał święcenia kapłańskie. Był m.in. krajowym moderatorem Instytutu Kapłańskiego Prado (1991-2000).
22 marca 2000 został mianowany biskupem diecezji Paulo Afonso. Sakry biskupiej udzielił mu 11 czerwca 2000 biskup João Nílton dos Santos Souza.
28 lutego 2007 został ordynariuszem Santarém.
30 listopada 2011 papież Benedykt XVI mianował go arcybiskupem metropolitą Porto Velho. 
18 marca 2015 papież Franciszek przeniósł go na urząd biskupa pomocniczego São Luís do Maranhão nadając mu stolicę tytularną Summula. 
18 listopada 2020 tenże sam papież mianował go biskupem diecezjalnym Araçuaí. Ingres do katedry w Araçuaí odbył 6 lutego 2021. 30 kwietnia 2024 papież Franciszek przyjął jego rezygnację z urzędu biskupa diecezjalnego Araçuaí złożoną ze względu na wiek. 